# Mendes da Silva
Mendes da Silva est une localité de Sao Tomé-et-Principe située à l'est de l'île de São Tomé, dans le district de Cantagalo. C'est une ancienne roça.

## Population
Lors du recensement de 2012, 149 habitants y ont été dénombrés.

## Roça
Implantée sur un promontoire dominant la baie, assez modeste, c'était une dépendance de la roça Água Izé.
Photographies et croquis réalisés en 2011 mettent en évidence la disposition des bâtiments, leurs dimensions et leur état à cette date.